# Generator Van de Graaffa

Schemat generatora Van de Graaffa:
1. Pusta metalowa kula (z ładunkiem dodatnim)
2. Elektrody podłączone do kuli, szczotka zapewniająca kontakt pomiędzy elektrodą i pasem
3. Górny wałek (na przykład z pleksi)
4. Jedna strona pasa z ładunkami dodatnimi
5. Druga strona pasa z ładunkami ujemnymi
6. Dolna rolka (metalowa)
7. Dolna elektroda (na spodzie)
8. Kuliste urządzenie z ujemnymi ładunkami, używane do rozładowania głównej kuli
9. Iskry wytwarzane przez różnicę potencjałów

Generator Van de Graaffa – generator elektrostatyczny, wykorzystujący ruchomy pas do gromadzenia ładunku elektrycznego w metalowej czaszy, wytwarzając bardzo wysokie napięcie ale o bardzo małej średniej wartości prądu elektrycznego.
Generator został skonstruowany w 1929 roku przez fizyka amerykańskiego Roberta J. Van de Graaffa.

## Zasada działania
Prosty generator składa się z elektrody (1) w kształcie czaszy, gromadzącej ładunek elektryczny oraz układu przenoszącego ładunek elektryczny na tę elektrodę. Układ przenoszący jest pasem transmisyjnym  wykonanym z izolatora. Koło pasowe (3) jest umieszczone wewnątrz elektrody (1) i poprzez szczotkę (2) przekazuje ładunki do czaszy. Dzięki temu, że koło pasowe znajduje się wewnątrz czaszy, przekazywanie odbywa się na zasadzie rozpływu ładunku elektrycznego na zewnątrz metalu (puszka Faradaya). Pas transmisyjny jest elektryzowany poprzez szczotkę (7) z zewnętrznego generatora ładunku o niewielkim napięciu, w wyniku elektryzowania przez tarcie lub w wyniku zjawiska indukcji elektrostatycznej (ewentualnie obu zjawisk). Uzyskiwanie wysokiego napięcia (energii ładunków elektrycznych) następuje w wyniku mechanicznego przenoszenia ich na izolującym pasie transmisyjnym.
Generatory tego typu mogą wytworzyć napięcie do 5 MV.
Generatory Van de Graaffa wykorzystywane są do budowy elektrostatycznych akceleratorów cząstek.  Akceleratory te są nazywane akceleratorami Van de Graaffa.

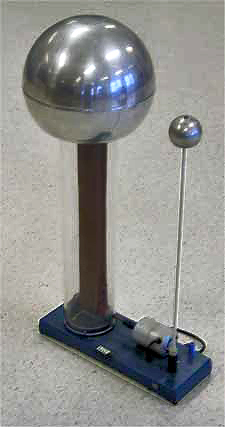
Generator Van de Graaffa